# Hadí vejce (film)
Film Hadí vejce (The Serpent's Egg, Ormens ägg) z roku 1977 představuje po formální i obsahové stránce velmi atypické dílo režiséra Ingmara Bergmana, které zároveň tvoří přelom v jeho umělecké tvorbě. Meritum tohoto thrilleru leží v analýze psychologických motivů politických událostí demonstrovaných na konkrétním příkladu společenské situace v Německu v době poválečné krize (počátek roku 1923, Berlín). Způsob, kterým snímek rozkrývá předpoklady vzniku a růstu nacistického hnutí, se odlišuje od ostatních Bergmanových snímků s politickým podtextem (například období tzv. "ostrovní trilogie"). Připomíná však Shakespearovy hry, ke kterým se explicitně odkazuje doslovnou citací monologu s podobenstvím o hadích vejcích.

## Zvláštnosti filmu
Bergman proslul konzervatismem ve výběru hereckého obsazení (viz bergmanovský herec). Hadí vejce jsou jedinou výjimkou v níž se v tomto směru uchýlil k dobrovolnému experimentování; především obsazením hlavní role Abela Rosenberga (v českém znění se jmenuje Alfred) hercem Davidem Carradinem známým především z pochybných akčních filmů.
V Hadích vejcích se poprvé spoléhal na hollywoodskou produkci a financování. Rentabilita filmu nenaplnila rozsáhlá očekávání a Bergman již s Hollywoodem nikdy nespolupracoval.
Přes všechny experimenty Bergman důsledně lpěl na některých svých oblíbených tématech a hercích (například angažování své exmanželky Liv Ullmannové jako Manuely, důraz na reálie ze života artistů). Jako hlavní jazyk je používána angličtina, ale z důvodů realističnosti je ponechána na příslušných místech němčina (například kabaretní produkce).
Sexuální scény Bergman obvykle jen naznačuje (například avantýra jedné ze sester ve filmu Mlčení, nevěra kovářovy ženy v Sedmé pečeti) nebo ukazuje surrealistické sekvence (například úvod Persony). V Hadích vejcích vedle scén se zjevně sexuálním podtextem (kabaretní produkce) se vyskytuje scéna z nevěstince syrově, ale bez pornografických detailů, zobrazující pokus o soulož. Podobně neobvykle syrově je zobrazeno násilí v souvislosti s Thanatoxinem a dalšími experimenty (viz popis děje).
Hadí vejce jsou jedním z mála Bergmanových barevných filmů.

### Žánr a určení filmu
Je to náročný dramatický psychologický thriller s hororovými prvky, který rozhodně není vhodný pro děti a mladistvé.

## Děj
Židovský artista Alfred Rosenberg přijíždí do krizí zmítaného Berlína za prací. Kvůli sebevraždě jeho bratra dochází k rozpadu souboru, Alfred přichází o práci a de facto i o existenční zabezpečení. Později se svou švagrovou Manuelou vedou společnou domácnost. Manuela se snaží opatřit stálý příjem. Alfred propadá alkoholismu a často provádí různé sebepoškozující jednání. Jeho psychický stav naznačuje počátek rozvoje hraniční poruchy osobnosti.
Po několika dalších podezřelých úmrtích se stává z Alfreda hlavní podezřelý. Vyšetřování je ovlivněno byrokratičností, zkostnatělostí a předsudky místního policejního inspektora Bauera (Gert Fröbe). Ten se ostentativně hlásí k ideálům demokracie a humanity, a současně svým jednáním ukazuje, že systém již není schopen čelit problémům doby.
Silně depresivní atmosféra snímku graduje až do doby odhalení ilegální činnosti špičkového lékaře Hanse Vergeruse (Heinz Bennent). MUDr. Vergerus je ve skutečnosti skrytý nacistický ideolog, přesvědčený, že všechna dosavadní společenská uspořádání byla založena "na extrémně romantických představách o lidské přirozenosti". Toto přesvědčení jej motivuje k experimentům, během nichž pokusné osoby vystavuje extrémním podmínkám, vedoucím k trvalému narušení integrity osobnosti; zmíněno například podávání silného psychofarmaka Thanatoxin (smyšlený preparát), vystavení značné smyslové deprivaci, vyvolávání dlouhodobých silně stresových situací.
Toto objasnění zprošťuje Alfreda všech podezření. Policie obstará Alfredovi práci u renomovaného zahraničního cirkusu, a zařídí mu vycestování z Německa. Místo využití této atraktivní nabídky však silně psychicky narušený Alfred uteče a zmizí beze stopy.